# Tante piccole infamie
Tante piccole infamie è l'opera di esordio dello scrittore greco Panos Karnezis. Si tratta di un romanzo corale composto da diciannove racconti, che raccontano la storia di un immaginario villaggio della Grecia e dei suoi abitanti.

## Trama
Il primo dei racconti, "Un funerale di pietre", si apre con un terremoto che danneggia pesantemente il villaggio. Padre Yerasimo, parroco del villaggio che fa da collante con la sua presenza alle diverse storie, scopre che in una delle tombe del cimitero venute alla luce dopo il sisma sono presenti delle pietre e non uno scheletro. Inizierà allora un'indagine che lo porterà a scoprire un terribile segreto tenuto nascosto da tutti gli abitanti.
Le storie successive presentano via via anche gli altri abitanti del villaggio: il ricco proprietario terriero che ha fatto fortuna rubando gli averi dei soldati caduti in guerra, il medico che in realtà non è mai riuscito a laurearsi, e Stella, la zitella proprietaria dell'unica locanda del paese che si innamora di Aristo, sfortunato truffatore malato di epatite.
Fra alterne fortune la vita dei residenti procede, sino a quando la costruzione di una diga non condannerà il villaggio e tutti i suoi abitanti alla fine di Atlantide.

## Edizioni
- Panos Karnezis, Tante piccole infamie, traduzione di Maria Grazia Gini, Narratori della Fenice, Guanda, 2003,  p. 293, ISBN 88-824-6525-X.